# Reinhard Alber
Reinhard Alber (ur. 6 lutego 1964 w Singen) – niemiecki kolarz torowy, brązowy medalista olimpijski.

## Kariera
Największy sukces w karierze Reinhard Alber osiągnął w 1984 roku, kiedy wspólnie z Rolfem Gölzem, Rolandem Güntherem i Michaelem Marxem zdobył brązowy medal w drużynowym wyścigu na dochodzenie podczas igrzysk olimpijskich w Los Angeles. Był to jedyny medal wywalczony przez Albera na międzynarodowej imprezie tej rangi oraz jego jedyny start olimpijski. Dwukrotnie zdobywał medale na torowych mistrzostwach świata juniorów: w 1981 roku zwyciężył w indywidualnym wyścigu na dochodzenie, a dwa lata później był trzeci w tej samej konkurencji. Wśród seniorów nigdy jednak nie zdobył medalu na torowych mistrzostwach świata. Wielokrotnie zdobywał medale mistrzostw kraju, w tym cztery złote. 